# 岩藤雪夫
岩藤 雪夫（いわとう／いわふじ ゆきお、1902年4月1日 - 1989年8月28日）は、日本の小説家である。プロレタリア文学の分野で活躍した。本名は岩藤俤。
父は映画弁士の岩藤思雪。永田町小学校（現：千代田区立麹町小学校）などを経て、早稲田工手学校卒業。1920年代後半から労農芸術家連盟に所属し雑誌『文芸戦線』を主な発表舞台とする。葉山嘉樹に影響を受け「ガトフ・フセクダア」（1928年）「賃金奴隷宣言」（1929年）など労働者の状況を精細に描いていたが、「工場労働者」「訓令工事」が他人の手による代作だったという告発があり結果として労芸の内紛から小堀甚二や平林たい子らの脱退を招いた。
戦後は横浜市鶴見区に住み、熱田五郎らとともに、雑誌『京浜文学』の中心として、地域の文学運動の発展に力をつくした。1989年、第1回横浜文学賞受賞。
本姓は「いわとう」、筆名を「いわふじ」とする。
1931年『新青年』に3作品を発表した。そのうちの1作である「人を喰った機関車」は、近年刊行された鉄道ミステリーのアンソロジーにもしばしば収録されている。

## 著書
- 賃銀奴隷宣言 南蛮書房 1929
- 鉄 改造社 1929
- 屍の海 新鋭文学叢書 第12編 改造社 1930
- 血 日本プロレタリア傑作選集 第7巻 日本評論社 1930
- 工場労働者 天人社〈現代暴露文学選集〉 1930
- 新選岩藤雪夫集 改造社 1932

## 復刊
- 屍の海 ゆまに書房〈新鋭文学叢書〉 1998
- 工場勞働者 本の友社〈現代暴露文学選集〉 2000
- 賃銀奴隷宣言 ゆまに書房〈新・プロレタリア文学精選集〉 2004